# کیتی جردن
 کیتی جردن (انگلیسی: Kathy Jordan؛ زاده ۳ دسامبر ۱۹۵۹) یک تنیس‌باز اهل ایالات متحده آمریکا است.